# マイスター・エックハルト
マイスター・エックハルト（Meister Eckhart, 1260年頃 - 1328年4月30日以前）は、中世ドイツ（神聖ローマ帝国）のキリスト教神学者、神秘主義者。本名は、エックハルト・フォン・ホーホハイム（Eckhart von Hochheim）とされる。
エックハルトは、ドイツのテューリンゲン近郊のタンバッハ（現在のタンバッハ＝ディータルツ）という村で生まれたと推測されている。
パリ大学にてマイスターの称号を受ける。トマス・アクィナス同様、同大学で二度正教授として講義を行った。ドミニコ会のザクセン地方管区長やボヘミア地方司教総代理等を歴任した。
1326年、ケルンで神学者として活動していたエックハルトはその教説のゆえに異端の告発を受け、これに対し「弁明書」を提出。当時教皇庁があったアヴィニョンで同じく異端告発を受けたウィリアム・オッカムとともに審問を待つ間に、エックハルトは没した（教皇ヨハネス22世がケルン大司教ハインリヒ2世へ宛てた1328年4月30日付の書簡に、エックハルトの審問が進行中であることと共に、エックハルトが既に亡くなったことが付記されていた）。
死後の1329年、教皇勅書"In agro dominico"によりエックハルトの命題は異端及び異端の疑いあり、の宣告を受け、著作の刊行・配布が禁止された（ただし、命題は当初の150から28に減らされ、「エックハルトが聖座の決定により自説を撤回した」とするなど、ある程度の配慮は示されていた）。これによって彼に関する記録はほとんどが失われたため、その生涯は上記の「弁明書」等から再構成されるのみであり、不明な部分が多く残されている。一方、著作はラテン語と中高ドイツ語で自筆及び写本によりごく一部ではあるが伝えられており、校訂版が1936年から刊行が開始され、2022年に完結した。ただし、中高ドイツ語の記録には他者が書き取ったものもあるとされ、真贋及び内容については議論がある。
ドミニコ会は、20世紀の後半になってバチカンにエックハルトの名誉回復を求めたが、バチカンは、否定したのはエックハルトの命題であって彼自身ではない、として名誉回復の必要はないとした。

## 教義
神との合一を、そして神性の無を説く。
このようなネオプラトニズム（新プラトン主義）的な思想が、教会軽視につながるとみなされ、異端宣告を受けることとなった。

### 神と被造物
エックハルトは、神はその源初において無というほかはないと述べる。この状態で神は安らぐことがない。神から〝ロゴス（言葉）〟が発し、〝被造物〟が創造されることによってはじめて神は被造物において自分自身を〝存在〟として認識する。
この時の被造物に対する神は唯一の存在であり、それに対する被造物は無に過ぎない。被造物は神に生み出されることによって存在を持つのであって、被造物それ自体ではまだまったく持っていない。被造物はそれ自体では存在すらできない〝純粋な無〟である。
神は生むもの、被造物は生みだされたもの。この両者は〝アナロギア関係〟にある。アナロギア関係は次のようにたとえられる。「健康な尿」という言葉があるが、尿それ自体が健康であるということはない。「健康な生物」がそれを生み出したから尿が健康だと言われるのである。被造物における「善き者」などもそれ自体が善いのではなく、「善性」がそれを生み出したから善いと言われる。神がそれを生み出したから被造物は善き者であることができ、知性を持つことができ、生きることができ、存在することができる。だから被造物において絶対的に義なるものはありえない。善い意志を持とうとする被造物の側からの努力もエックハルトにとっては空しい試みである。では、被造物にできる最高のこととは何か。それは無に徹することだとエックハルトは言う。無のうちには最大の受容性がある。「あれ」「これ」といった特定の存在が消え去る純粋な無の中にこそ純粋な存在たる神が受容される。「我の無」すなわち「神の有」。神は充溢した存在そのものであるからその本性からして無に存在を注ぎ込まずにいられない。神は被造物と気まぐれな関係をもつのではなく、本質的に被造物と関わっている。神はその本性からして私（被造物）を愛することをやめることができないという。
無になることの重要さをエックハルトは繰り返し説く。板の上に何かが書き込んであるとして、そこにいかに高貴なことが書き込まれていようとも、その上に更に書くことはできない。神が最高の仕方で書くには何も書かれていない板が最適であるという。極限の無になることで自分を消し去ったとき、内面における神の力が発現し、被造物の内にありながら創造の以前より存在する魂の火花が働き、魂の根底に〝神の子の誕生（神の子としての転生）〟が起こる。
しかし人が神の子になるというこの思想は教会にとっては非常に危険なものであった。そもそも神の子はイエスただ一人でなければならないし、個人がそのまま神に触れうるとすれば教会や聖職者といった神と人との仲介は不要になってしまう。

### 神の慰め
みずからを消し去り、神の子として生まれ変わったものは被造物を超えた存在となるため、いかなる被造物からも悩まされることがなくなる。被造物から生まれたものは被造物に悩まされるが、被造物にあらざる神の子として生まれ変わったものは被造物による悩みを持ちようがない。
それでは現に悩みがある者はどうすべきなのかというと、悩みを神から受け取るべきであるとエックハルトは言う。神のうちで「神、ともに悩み給う」のを喜ぶべきなのである。悩みが消えるような慰めが神から与えられないときは、「恩寵を受けない」という仕方で受け取っているのであり、受けないということで受けることにより一層本来的に神を受容することになる。
あらゆるものを受容することはエックハルトの中心的な教説のひとつである。神の意志は「あれ」とか「これ」とかいう風に指し示せる特定の事柄として現われるのではない。「これが神の意志だ。」と言う人は被造物たる己の意志を語っているに過ぎない。神が何を意志するか、神が何を与えてくれるかが問題なのではなく、神の与え給うものも、そして与え給わぬものも、一切を断念することが重要である。一切の消滅的な事物を放下した者はそのすべてを神のうちで再び受け取る。神において受け取る一匹のハエは最高天使それ自身の存在よりも貴いとまでエックハルトは言っている。
あらゆるものは時間の上ではそれらが神から流出したという点で等しく、永遠の上ではそれらが神のうちにあるという点で等しい。神にすべてをゆだねた者にとっては神が神自身であるようにその者自身が神なのである。そのような神の子の誕生は神自身にとっての喜びでもある。

### 神性への突破
エックハルトにとって最高の徳は離脱である。それは愛や慈悲や謙虚よりも貴い。愛することよりも離脱が高貴だというのは、愛が私に神を愛させるのに対し、離脱は神に私を愛させるからである。愛は神のためにあらゆるものを忍従する。離脱はあらゆる物から脱却し、神をみずからの内に迎え入れて神を神たらしめる。
離脱は内面において達成される。外的な所有物をいくら捨てても、己の意志を捨てなければ離脱することはできない。これは当時ドミニコ会に対立していたフランチェスコ会の、自分の所有物を捨てようとする清貧の運動に対する批判を含んでいる。
イエスの「心の貧しい者は幸いである。天国は彼らのものである。」という言葉は解釈が分かれる言葉であるが、エックハルトは「心の貧しい者」を、意志の貧しい者、自己を捨てたものとみなして同意している。彼はここで無我を唱える仏教に近づいている。しかし彼のキリスト教の枠からの跳躍はここにとどまらない。エックハルトはさらに神からの離脱を説く。神と考えられるもの、それは真の神ではない。考えが消えれば考えられた神は消えてしまう。そのような神は所詮、我の立てたものである。エックハルトが神と神性を分けているのは重要である。神は三位一体という形を有するが、神性が、神をそのようにあらしめているもの、いわば神の本質である。エックハルトはしかしこの神の本質を神性としての無と表現する。有として形ある神は突破されなくてはならない。
純粋な有たる神が本質的には神性という無であり、無という神性に徹した我が、最高の存在になるというのは、初発に無と有を峻別しながらも、無の貫徹に終わる境地である。「生むもの」と「生まれるもの」は、一方が能動、もう一方が受動であるという以外は全く同じ一つの「生」であると言われる。エックハルトは一切の神イメージを持つことから脱し、神と合一した自己をも捨てた究極の無を目指している。

## 後世への影響
ドイツ語圏を中心に中世末期のみならず近代以降の思想家にも、強い影響を残している。
中世
- ヨハネス・タウラー
- ニコラウス・クザーヌス

近世・現代
- ノヴァーリス
- フリードリヒ・シェリング
- ゲオルク・ヴィルヘルム・フリードリヒ・ヘーゲル
- アルトゥール・ショーペンハウアー
- フリードリヒ・ニーチェ
- ルドルフ・オットー
- アルフレート・ローゼンベルク（ナチス党）
- ジョルジュ・バタイユ
- ジョン・ケージ
- 西田幾太郎 [3]
- 鈴木大拙[4]

## 関連人物
- ハインリヒ・ゾイゼ（弟子）

## 著作邦訳
- 『創世記註解　創世記比喩解　エックハルトラテン語著作集1』 中山善樹[5]訳、知泉書館、2005年
- 『出エジプト記註解　知恵の書註解　エックハルトラテン語著作集2』 中山善樹訳、知泉書館、2004年
- 『ヨハネ福音書註解　エックハルトラテン語著作集3』 中山善樹訳、知泉書館、2008年
- 『全56篇のラテン語説教集　エックハルトラテン語著作集4』 中山善樹訳、知泉書館、2011年
- 『小品集　エックハルトラテン語著作集5』 中山善樹訳、知泉書館、2012年
- 『ドイツ語説教集』 (ドイツ神秘主義叢書 2) 上田閑照訳、香田芳樹訳註、創文社、2006年
- 『エックハルト論述集』 (ドイツ神秘主義叢書 3) 川崎幸夫訳、創文社、1991年
- 『エックハルト I』 (キリスト教神秘主義著作集 6) 植田兼義訳、教文館、1989年 - ドイツ語説教集、神学論集、ヨハネス22世の教皇勅書。
- 『エックハルト II』 (キリスト教神秘主義著作集 7) 中山善樹訳、教文館、1993年 - 創世記注解、ヨハネ福音書注解
- 『エックハルト説教集』 田島照久訳、岩波文庫、1990年。ISBN 4003381610
- 『神の慰めの書』 相原信作訳、講談社学術文庫、1985年。ISBN 4061586904
- 『神の誕生』オイゲン・ルカ訳、エンデルレ書店、1977年